# Artimus Pyle

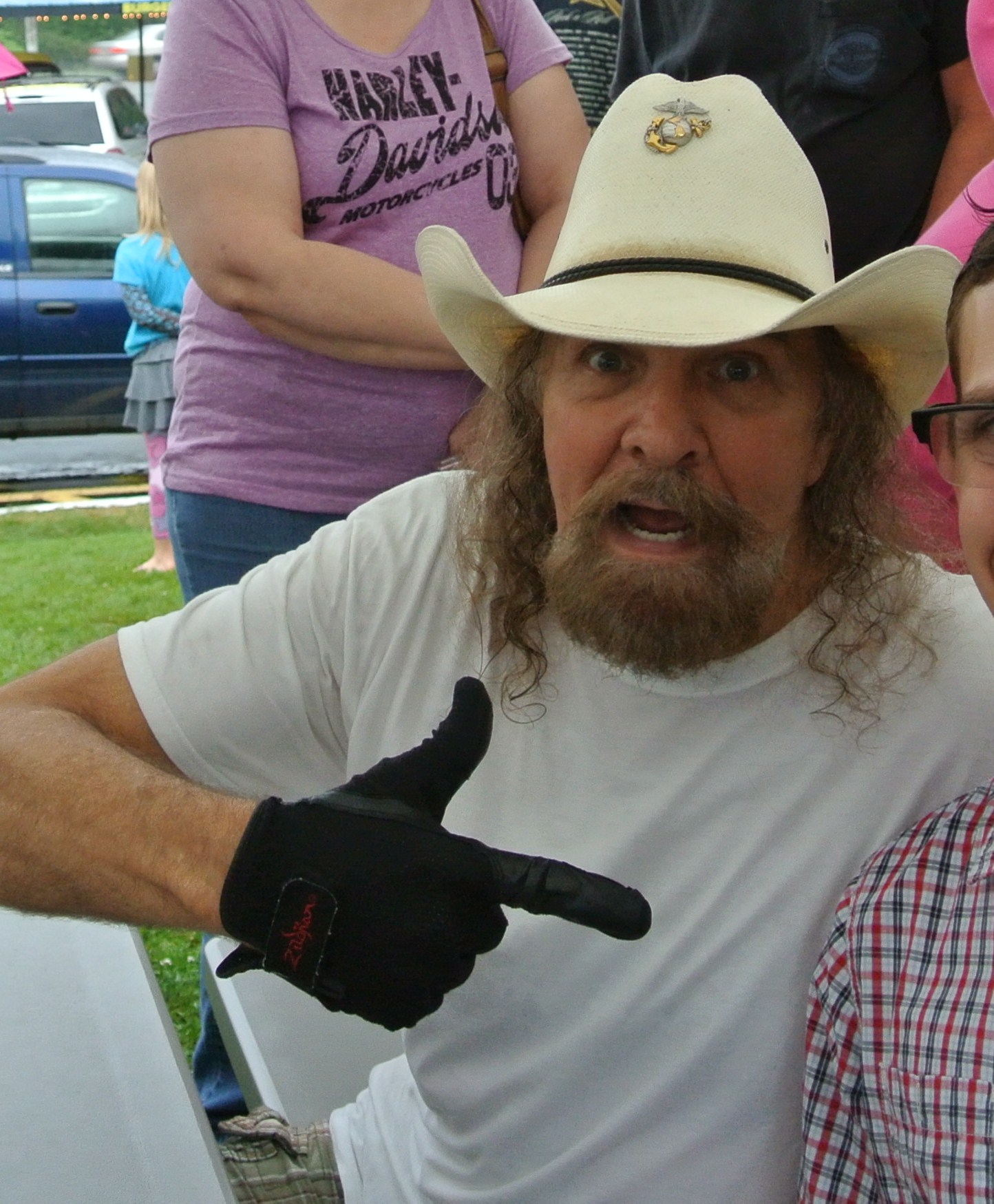
Artimus Pyle (2011)

Thomas Delmer „Artimus“ Pyle (* 15. Juli 1948 in Louisville, Kentucky) ist ein ehemaliger US-amerikanischer Schlagzeuger, der vor allem mit der Rockgruppe Lynyrd Skynyrd Bekanntheit erlangte.

## Leben
Nach der High School trat Pyle Ende der 60er Jahre für einige Jahre ins Marine Corps ein. Im Anschluss besuchte er das Tennessee Technical College. Anfang der 70er Jahre gelang es ihm einige Auftritte mit der Charlie Daniels Band und der Marshall Tucker Band zu bekommen, so dass er bald als Sessionmusiker bekannt wurde. Beide Gruppen hatten mit Lynyrd Skynyrd getourt und im Oktober 1974 kam es zum ersten Live-Auftritt der Band mit Pyle, nachdem bereits mit Saturday Night Special ein Lied im Studio aufgenommen worden war. Als Bob Burns nach der Europatour im Dezember 1974 Lynyrd Skynyrd verließ, trat Pyle ihr als neuer Schlagzeuger bei. Er blieb bei der Gruppe bis zu ihrem Flugzeugabsturz im Oktober 1977, bei dem sein Brustbein gebrochen wurde. Als die überlebenden Mitglieder Lynyrd Skynyrds als Rossington-Collins Band weiter machten, sollte Pyle ursprünglich Teil der Gruppe sein, konnte aber aufgrund eines Motorradunfalls nicht das Engagement wahrnehmen. Er gründete Anfang der 80er Jahre daher die Artimus Pyle Band, mit der es zu verschiedenen Veröffentlichungen kam. 1987 nahm er an der Lynyrd Skynyrd Tribute Tour teil und war auch bei der Reformation der Gruppe 1991 mit anschließendem Studioalbum vertreten. Pyle verließ Lynyrd Skynyrd jedoch wieder, da es innerhalb der Band zu viel Drogen- und Alkoholkonsum gegeben hätte. Er war daraufhin weiterhin in verschiedenen Formationen aktiv. 2007 kam es zur Veröffentlichung eines Studioalbums Artimus Venomus unter eigenen Namen.

## Diskografie

### Lynyrd Skynyrd
- Nuthin’ Fancy, 1975
- Gimme Back My Bullets, 1976
- One More from the Road, 1976
- Street Survivors, 1977
- Gold & Platinum, 1979
- Legend, 1987
- Southern By The Grace Of God, 1988
- Lynyrd Skynyrd 1991, 1991

### Artimus Pyle Band
- A.P.B, 1982
- Nightcaller, 1983
- Live From Planet Earth, 2000

### Artimus Pyle
- Artimus Venomus, 2007

### The Charlie Daniels Band
- Fire on the Mountain, 1974, nur Bonus-EP

### Atlanta Rhythm Section
- Champagne Jam, 1978

### Alias
- Contraband, 1979

### The Fenwicks
- Member Of No Tribe, 1994

### Big Jim & The Twins
- Yeah... We Smoke, 1998